# قروق‌تپه
قروق تپه مربوط به دوره ساسانیان است و در شهرستان خدابنده، بخش سجاسرود، روستای کشک آباد واقع شده و این اثر در تاریخ ۷ مهر ۱۳۸۱ با شمارهٔ ثبت ۶۳۸۳ به‌عنوان یکی از آثار ملی ایران به ثبت رسیده است.